# Onthophagus renaudpauliani
Onthophagus renaudpauliani är en skalbaggsart som beskrevs av Teruo Ochi och Kunio Araya 1996. Onthophagus renaudpauliani ingår i släktet Onthophagus och familjen bladhorningar. Inga underarter finns listade i Catalogue of Life.